# Nephrophyllum
Nephrophyllum es un género de plantas con flores perteneciente a la familia de las convolvuláceas. 

## Especies seleccionadas
- Nephrophyllum abyssinicum A.Rich.